# سنت-پترونی، کبک
سنت-پترونی (به فرانسوی: Sainte-Pétronille) روستایی در منطقه شهری لیل-دورلئان ناحیه کاپیتل-ناسیونال در استان کبک کانادا است. در سرشماری سال ۲۰۱۱ این روستا ۱٬۰۳۴ نفر جمعیت داشته‌است و مساحت آن ۴٫۵ کیلومتر مربع است.